# Crazy Ex-Girlfriend (4.ª temporada)
A quarta e última temporada de Crazy Ex-Girlfriend estreou na The CW em 12 de outubro de 2018 e correu para 18 episódios até 5 de abril de 2019. A temporada e estrelado por Rachel Bloom como Rebecca Bunch, uma mulher jovem distraída, lidando com as consequências de se declarar culpado de tentativa de homicídio no final da temporada anterior. É co-estrelado por Vincent Rodriguez III, Donna Lynne Champlin, Pete Gardner, Vella Lovell, Gabrielle Ruiz, David Hull e Scott Michael Foster.

## Elenco
Principal
- Rachel Bloom como Rebecca Bunch
- Vincent Rodriguez III como Josh Chan
- Donna Lynne Champlin como Paula Proctor
- Pete Gardner como Darryl Whitefeather
- Vella Lovell como Heather Davis
- Gabrielle Ruiz como Valencia Perez
- David Hull como Josh Wilson
- Scott Michael Foster como Nathaniel Plimpton III

Recorrente
- Erick Lopez como Hector
- David Hull como Josh "White Josh" Wilson
- Michael Hitchcock como Bert Buttenweiser
- Michael Hyatt como Dr. Noelle Akopian
- Esther Povitsky como Maya
- Michael McMillian como Tim
- Parvesh Cheena como Sunil Odhav
- Clark Moore como AJ
- Zayne Emory como Brendan Proctor
- Steve Monroe como Scott Proctor

Convidado
- Paul Welsh como Trent Maddock
- Britney Young como Prisoneira
- Danny Jolles como George
- Piter Marek como Dr. Davit Akopian
- Benjamin Siemon como Brody
- Aline Brosh McKenna como promotor médio
- Kathy Najimy como ela mesma
- Patton Oswalt como Castleman
- Allison Dunbar como Stacy Whitefeather
- Olivia Edward como Madison Whitefeather
- David Grant Wright como Nathaniel Plimpton II
- Warren Lieberstein como detetive
- Burl Moseley como Jim
- Nia Vardalos como Wendy Legrand
- Natasha Behnam como Courtney Amjadi
- Christine Estabrook como Patricia Davis
- Rene Gube como pai Brah
- Joanna Sotomura como Zoe
- Emma Willmann como Beth
- Anjali Bhimani como diretor
- Gina Gallego como Sra. Hernandez
- Luca Padovan como Tucker Bunch
- Tan France como Fett Ragoso
- Fernando Rivera como Vic
- Carlease Burke como Sra. Beattie
- Sharon Sachs como Evelyn
- Skylar Astin como Greg Serrano
- Elayne Boosler
- Tovah Feldshuh como Naomi Bunch

## Episódios
Cada música listada é cantada por Rebecca, exceto as entre parênteses.
| N.º na série | N.º na temp. | Título                                                                  | Dirigido por                     | Escrito por                                   | Exibição original      | Audiência (milhões) |
| --- | ------------ | ----------------------------------------------------------------------- | -------------------------------- | --------------------------------------------- | ---------------------- | ------------------- |
| 45 | 1            | "I Want to Be Here"                                                     | Stuart McDonald                  | Rachel Bloom                                  | 12 de outubro de 2018  | 0.40                |
| Músicas: "What's Your Story?"; "No One Else is Singing My Song" (cantada por Rebecca, Nathaniel, Josh e o elenco) |              |                                                                         |                                  |                                               |                        |                     |
| 46 | 2            | "I Am Ashamed"                                                          | Rachel Specter e Audrey Wauchope | Erin Ehrlich                                  | 19 de outubro de 2018  | 0.38                |
| Músicas: "Time to Seize the Day"; "The Cringe" (cantado por Castleman (Patton Oswalt) e companhia) |              |                                                                         |                                  |                                               |                        |                     |
| 47 | 3            | "I'm On My Own Path"                                                    | Jude Weng                        | Alden Derck                                   | 26 de outubro de 2018  | 0.41                |
| Músicas: "Don’t Be a Lawyer" (cantado por Jim); "Twisted Fate" (cantado pelos pretzels (Adam Schlesinger)) |              |                                                                         |                                  |                                               |                        |                     |
| 48 | 4            | "I'm Making Up for Lost Time"                                           | Stuart McDonald                  | Elisabeth Kiernan Averick                     | 2 de novembro de 2018  | 0.46                |
| Músicas: "One Indescribable Instant" (reprise) (cantada por Tucker e Rebecca); "I Want to Be a Child Star" (cantada por Tucker) |              |                                                                         |                                  |                                               |                        |                     |
| 49 | 5            | "I'm So Happy for You"                                                  | Erin Ehrlich                     | Ilana Peña                                    | 9 de novembro de 2018  | 0.42                |
| Músicas: "The Group Mind Has Decided You're in Love" (cantado pelo elenco), "I've Always Never Believed In You" (cantada por Paula) |              |                                                                         |                                  |                                               |                        |                     |
| 50 | 6            | "I See You"                                                             | Dan Gregor                       | Jack Dolgen                                   | 16 de novembro de 2018 | 0.40                |
| Músicas: "Trapped In a Car With Someone You Don't Want To Be Trapped In a Car With" (cantando pelo elenco), "Farewell, Fair Mustache" (cantado por Darryl) |              |                                                                         |                                  |                                               |                        |                     |
| 51 | 7            | "I Will Help You"                                                       | Kabir Akhtar                     | Aline Brosh McKenna                           | 30 de novembro de 2018 | 0.50                |
| Músicas: "How To Clean Up" (cantando por Darryl); "Forget It" (cantado por Naomi); "If You Ever Need A Favor In 50 Years" (cantado por Naomi & Elayne Boosler) |              |                                                                         |                                  |                                               |                        |                     |
| 52 | 8            | "I'm Not the Person I Used to Be"                                       | Stuart McDonald                  | Rene Gube                                     | 7 de dezembro de 2018  | 0.39                |
| Músicas: "Hello, Nice To Meet You" (cantado por Rebecca & Greg); "What U Missed While U Were PopUlar" (cantado por George) |              |                                                                         |                                  |                                               |                        |                     |
| 53 | 9            | "I Need Some Balance"                                                   | Kimmy Gatewood                   | Elisabeth Kiernan Averick                     | 11 de janeiro de 2019  | 0.45                |
| Músicas: "Hungry Vagina Metaphor" (cantado por Hungry Cat); "Itchy Vagina Metaphor" (cantado por Itchy Cat); "Funky Vagina Metaphor" (cantado por Funky Cat); "Elated Vagina Metaphor" (cantado por Elated Cat); "Nostalgic Vagina Metaphor" (cantado pelo Nostalgia Cat e Doggy Dog)                                               |              |                                                                         |                                  |                                               |                        |                     |
| 54 | 10           | "I Can Work With You"                                                   | Kabir Akhtar                     | Rachel Specter e Audrey Wauchope              | 18 de janeiro de 2019  | 0.41                |
| Músicas: "Sports Analogies" (cantado por Nathaniel & Josh); "Hello, Nice to Meet You (Reprise #1)" (cantado por Rebecca & Greg); "Hello, Nice to Meet You (Reprise #2)" |              |                                                                         |                                  |                                               |                        |                     |
| 55 | 11           | "I'm Almost Over You"                                                   | Erin Ehrlich                     | Michael Hitchcock                             | 25 de janeiro de 2019  | 0.37                |
| Músicas: "Gratuitous Karaoke Moment" (cantado por Nathaniel & Maya) |              |                                                                         |                                  |                                               |                        |                     |
| 56 | 12           | "I Need a Break"                                                        | Jack Dolgen                      | Ilana Peña                                    | 1 de fevereiro de 2019 | 0.40                |
| Músicas: "I Hate Everything But You" (cantado por Greg); "I'm Not Sad, You're Sad"; "The Darkness" |              |                                                                         |                                  |                                               |                        |                     |
| 57 | 13           | "I Have to Get Out"                                                     | Stuart McDonald                  | Rene Gube                                     | 8 de fevereiro de 2019 | 0.41                |
| Músicas: "Anti-Depressants are So Not a Big Deal" (cantado por Dr. Akopian, Rebecca, and Ensemble), "End of the Movie (reprise)", "Real Life Fighting is Awkward" (cantado por Adam Schlesinger) |              |                                                                         |                                  |                                               |                        |                     |
| 58 | 14           | "I'm Finding My Bliss"                                                  | Kabir Akhtar                     | Elisabeth Kiernan Averick e Michael Hitchcock | 15 de março de 2019    | 0.31                |
| Músicas: "Let Me Be in Your Show" (cantado por Valencia, Tim, & Rebecca), "Etta Mae's Lament", "The Tick Tock Clock" (cantado pelo elenco), "I'm the Bride of the Pirate King" (cantado por Valencia), "Apple Man" (cantado por Tim), "Etta Mae's Lament" (performado por Nathaniel), "What'll It Be?" (reprise) (cantado por Greg) |              |                                                                         |                                  |                                               |                        |                     |
| 59 | 15           | "I Need to Find My Frenemy"                                             | Stuart McDonald                  | Alden Derck e Aline Brosh McKenna             | 22 de março de 2019    | 0.40                |
| Músicas: "The Math of Love Quadrangles" (cantado por Rebecca, Josh, Nathaniel & Greg), "Slow Motion" (cantado por Rebecca, Valencia, Heather, & Paula), "Slow Motion" (reprise) (cantado por Rebecca, Valencia, Heather, Paula, & Audra), "JAP Battle" (reprise) (por Rebecca & Audra)                                              |              |                                                                         |                                  |                                               |                        |                     |
| 60 | 16           | "I Have a Date Tonight"                                                 | Dan Gregor                       | Erin Ehrlich                                  | 29 de março de 2019    | 0.38                |
| Músicas: "Love's Not a Game" (cantado por White Josh y the Cast), "There's No Bathroom" (cantado por Bernie ("Weird Al" Yankovic)), "Love's Not a Game" (reprise) |              |                                                                         |                                  |                                               |                        |                     |
| 61 | 17           | "I'm in Love"                                                           | Aline Brosh McKenna              | Aline Brosh McKenna e Rachel Bloom            | 5 de abril de 2019     | ASD                 |
| Músicas: "Eleven O'Clock" (a medley of "Crazy Ex-Girlfriend Theme", "I'm Just a Girl in Love", "You Do/You Don't Want to be Crazy", "A Diagnosis", "The Darkness", "We'll Never Have Problems Again", "I'm a Good Person", "West Covina", "You Stupid Bitch", and "Eleven O'Clock")                                                 |              |                                                                         |                                  |                                               |                        |                     |
| 62 | 18           | "Yes, It's Really Us Singing: The Crazy Ex-Girlfriend Concert Special!" | Marty Pasetta, Jr.               | Rachel Bloom e Adam Schlesinger e Jack Dolgen | 5 de abril de 2019     | ASD                 |
| Músicas: |              |                                                                         |                                  |                                               |                        |                     |

## Produção
A série foi renovada para uma quarta temporada em 2 de abril de 2018. Juntamente com o anúncio de renovação, a criadora e estrela Rachel Bloom afirmou que a 4ª temporada seria a última da série. Em 13 de julho, foi anunciado que The CW havia encomendado 18 episódios para a temporada final, acima das duas últimas temporadas, que continham 13 episódios. Em 6 de agosto, foi relatado que o papel de Greg, interpretado por Santino Fontana durante as duas primeiras temporadas da série, foi reformulado com Skylar Astin para "explorar como a percepção muda".

## Ratings
| №  | Título                            | Exibição original         | Rating/share (18–49) | Audiência (em milhões) |
| -- | --------------------------------- | ------------------------- | -------------------- | ---------------------- |
| 1  | "I Want to Be Here"               | 12 de outubro de 2018     | 0.1/1                | 0.40                   |
| 2  | "I Am Ashamed"                    | 19 de outubro de 2018     | 0.1/1                | 0.38                   |
| 3  | "I'm On My Own Path"              | 26 de outubro de 2018     | 0.1/1                | 0.41                   |
| 4  | "I’m Making Up for Lost Time"     | 2 de novembro de 2018     | 0.1/1                | 0.46                   |
| 5  | "I'm So Happy For You"            | 9 de novembro e 2018      | 0.1/1                | 0.42                   |
| 6  | "I See You"                       | 16 de novembro de 2018    | 0.2/1                | 0.40                   |
| 7  | "I Will Help You"                 | 30 de de novembro de 2018 | 0.2/1                | 0.50                   |
| 8  | "I’m Not The Person I Used To Be" | 7 de dezembro de 2018     | 0.1/1                | 0.39                   |
| 9  | "I Need Some Balance"             | 11 de janeiro de 2019     | 0.1/1                | 0.45                   |
| 10 | "I Can Work With You"             | 18 de janeiro de 2019     | 0.2/1                | 0.41                   |
| 11 | "I’m Almost Over You"             | 25 de janeiro de 2019     | 0.1/1                | 0.37                   |
| 12 | "I Need A Break"                  | 1 de fevereiro de 2019    | 0.1/1                | 0.40                   |
| 13 | "I Have To Get Out"               | 8 de fevereiro de 2019    | 0.1/1                | 0.41                   |
| 14 | "I'm Finding My Bliss"            | 15 de março de 2019       | 0.1/1                | 0.31                   |
| 15 | "I Need to Find My Frenemy"       | March 22, 2019            | 0.1/1                | 0.40                   |